# Beauville (Haute-Garonne)
Beauville település Franciaországban, Haute-Garonne megyében. Lakosainak száma 170 fő (2022. január 1.). Beauville Caraman, Cambiac, Cessales, Juzes, Lux, Maurens, Saint-Vincent, Ségreville és Toutens községekkel határos.

## Népesség
A település népességének változása:
| Lakosok száma | 113  | 100  | 82   | 126  | 150  | 158  | 170  | 173  | 173  | 170  |
|               | 1968 | 1982 | 1990 | 2006 | 2013 | 2015 | 2017 | 2019 | 2020 | 2022 |